# Peine de mort en Birmanie
En Birmanie, la peine de mort est une sanction légale prévue par le code pénal. Elle est appliquée en 2022 pour la première fois depuis 1988.
Depuis le coup d'état de février 2021, les règles du code civil sont suspendues et sont remplacées pas la loi martiale.

## Crimes punis de la peine de mort
Les crimes passibles de la peine de morts sont :
- meurtre,
- terrorisme,
- participation à un vol collectif si l'un des voleurs commet un meurtre,
- incitation à une mutinerie réussie,
- agression par une personne condamnée à perpétuité causant un préjudice,
- agression avec l'intention de tuer qui ne cause que du tort,
- parjure causant exécution d'une personne innocente[4],
- haute trahison
- trafic de drogue (Crimes liés à la drogue passibles de la peine de mort : production, transport, crime organisé, utilisation d'enfants ou de personnes vulnérables dans des crimes liés à la drogue). Pour les crimes liés à la drogue, en cas de condamnation en état de récidive, la peine de mort est automatique[5].

## Evolutions récentes
Le Myanmar n'a procédé à aucune exécution entre 1988 et 2021.  
Il y a eu trois amnisties majeures (1989, 1993, 1997) dans lesquelles le gouvernement a commué les condamnations à mort en condamnations à perpétuité ou moins, et a simultanément réduit les peines à perpétuité à 10 ans. Cependant, les prisonniers détenus pour des crimes politiques ou des crimes contre l'État sont généralement exclus de ces amnisties. Néanmoins, le Myanmar est considéré comme « abolitionniste dans la pratique » par Amnesty International. 

### Remise en cause du moratoire
Le statut d'abolitionniste en pratique du pays est actuellement menacé, car le 1er février 2021, l'armée a renversé le gouvernement démocratique lors d'un coup d'État. Le 14 mars, l'armée a déclaré la loi martiale dans certaines régions de deux plus grandes villes (Yangon et Mandalay) et a en outre annoncé l'introduction d'une série de nouvelles lois et sanctions pour insurrection et protestation, y compris la peine capitale. Le 9 avril 2021, la chaîne publique Myawaddy TV a annoncé que 23 manifestants avaient été inculpés de meurtre et, conformément à l'article 496 du code pénal, risquaient d'être exécutés. La date de l'exécution n'a pas été annoncée et on ignore actuellement (au 10 avril) si et comment les condamnations seront exécutées. Au moins 17 des condamnés ont été jugés par contumace et on ne sait pas s'ils ont été interpellés depuis. Fin juillet 2021, Human Rights Watch comptabilise 65 condamnations à mort prononcées par les tribunaux militaires depuis le coup d'état.
Si cela placerait le Myanmar dans la catégorie « rétentionniste », les peines n'ont pas encore été exécutées. En outre, la légitimité du gouvernement militaire et les lois martiales récemment imposées sont contestées par le gouvernement déchu (connu sous le nom de NUG) qui revendique la seule autorité législative. La communauté internationale n'a pas encore décidé si la junte militaire ou le NUG est le gouvernement légitime, et en tant que tel, il n'est pas clair si ces exécutions proposées seraient considérées par la communauté internationale comme des applications licites de la peine de mort ou des exécutions extrajudiciaires par les forces armées.

### Régions autonomes
Des exécutions ont lieu dans l'État Wa autonome de facto. L'état de Wa (officiellement la division auto-administrée de Wa) est théoriquement une division semi-autonome située dans deux régions déconnectées de l'État de Shan. En tant que tel, il est en principe soumis aux lois, à l'application et au système judiciaire du Myanmar. Cependant, en réalité, l'État de Wa est entièrement contrôlé par l'armée de l'État unie de Wa (UWSA) - une organisation armée ethnique (EAO) auparavant en rébellion ouverte contre le gouvernement et l'armée du Myanmar. Alors que ces dernières années l'UWSA est parvenue à une détente avec l'autorité centrale du Myanmar, le système juridique du Myanmar ne s'applique pas dans la pratique dans l'État de Wa. De ce fait, des condamnations à mort sont régulièrement prononcées et exécutées, la dernière datant de 2020. L’État de Wa n’impose la peine de mort que pour le meurtre et les exécutions se font par balle dans l’arrière de la tête.
Une autre région autonome de facto, Mong La (officiellement: la région spéciale de l'État Shan 4) à la frontière entre le Myanmar et la Chine sous le contrôle de l'Armée nationale de l'Alliance démocratique (NDAA) est également réputée pour effectuer des exécutions tout comme l'État de Wa. Cependant, les informations sont moins fiables car les exécutions ne sont pas officiellement annoncées.

## Principales condamnations à mort
En 2018,  Myo Zaw Oo a été condamné à mort après avoir été reconnu coupable du viol et du meurtre d'un fonctionnaire du gouvernement. Le 25 juillet 2022, 4 condamnés à mort, opposants au régime, ont été exécutés.